# Rivière McKenzie (rivière Bécancour)
Pour les articles homonymes, voir Rivière McKenzie (homonymie) et McKenzie.
La rivière McKenzie est un affluent de la rivière Bécancour laquelle est un affluent de la rive sud du fleuve Saint-Laurent. La rivière McKenzie coule dans les municipalités de Laurierville, Saint-Pierre-Baptiste et Inverness, dans la municipalité régionale de comté (MRC) de L'Érable, dans la région administrative de Centre-du-Québec, au Québec, au Canada.

## Géographie
Les principaux bassins versants voisins de la rivière McKenzie sont :
- côté nord : rivière Noire (rivière Bécancour) ;
- côté est : rivière Bécancour ;
- côté sud : rivière Bécancour, ruisseau Golden ;
- côté ouest : rivière Bécancour, rivière Noire (rivière Bécancour).

La rivière McKenzie tire sa source de ruisseaux agricoles dans la municipalité de Laurierville, à 3,4 km au nord-est du sommet du mont Apic (altitude : 320 m), à 2,5 km au sud de la route 267.
À partir de sa source, la rivière McKenzie coule sur 11,9 km répartis selon les segments suivants :
- 2,3 km vers l'est, dans Laurierville, jusqu'à la limite municipale de Saint-Pierre-Baptiste ;
- 1,8 km vers l'est, dans la municipalité de Saint-Pierre-Baptiste ;
- 3,6 km vers le sud-est, en chevauchant la limite entre les municipalités de Inverness et Saint-Pierre-Baptiste ;
- 4,2 km vers l'est, en passant au sud de Inverness, jusqu'à son embouchure.

La rivière McKenzie se déverse sur la rive ouest de la rivière Bécancour au sud-est du village de Inverness.

## Toponymie
Le toponyme "rivière McKenzie" a été officialisé le 17 août 1978 à la Commission de toponymie du Québec.